# 高輪芳子
高輪 芳子（たかなわ よしこ、1915年〈大正4年〉3月6日 - 1932年〈昭和7年〉12月12日）は、日本の歌手である。松竹楽劇部を経てムーランルージュ新宿座の舞台に立ち、『ペチカの歌』などでファンの人気を獲得した。しかし、1932年（昭和7年）12月にファッション評論家の中村進治郎（1907年〈明治40年〉 - 1934年〈昭和9年〉）と情死をはかり、その結果彼女のみが死去している（中村自身も2年後に死去）。

## 生涯

### 生い立ちからムーランルージュ新宿座まで
本名は山田 英（ひで、または英子とも）といい、高輪 芳子は芸名である。1915年（大正4年）、憲兵下士官山田覚吾を父として慶尚北道の尚州で生まれた。父は職業柄転勤が多く、幼い彼女も父の任地である尚州、東京、南満州を転々としていた。
1925年（大正14年）春、一家は覚吾の新たな任地である佐賀県に移り住み、同年秋には長崎県に移転した。乾燥した満州の風土と違って湿気の多い内地の気候が芳子の体質に悪影響を及ぼし、翌年には軽い胸部疾患との診断を受けて1年間の休学を勧められた。このときの病状は後に小康を得ている。
芳子の病弱な体質は父覚吾譲りのものであった。覚吾はその後陸軍を退職して病気療養に努めていた。しかし覚吾は、1929年（昭和4年）5月3日に大刀洗飛行場に近い故郷で42歳で死去した。
芳子の女学校入学のために福岡に移っていた母さだ子は、覚吾の葬儀を済ませると急遽2人で東京に行くことにした。母と娘の落ち着き先は、東京市淀橋区柏木（現在の新宿区北新宿四丁目付近）の借家であった。覚吾が遺した恩給はわずかだったため、さだ子は毎日のように職を求めて歩き回った。
生来歌を好んでいた芳子は、音楽学校への進学を希望していた。そのためには女学校の課程を修了する必要が生じたことによって、昭和高等女学校に通学する日々を送っていた。
当時の昭和高等女学校は自由で明るい校風だったといい、芳子はこの学校を気に入った。彼女は文学に耽溺し、愛読書は石川啄木の詩集とゲーテの『若きウェルテルの悩み』、そして夭折の少女詩人清水澄子の遺稿集『さゝやき』であった。中でも『さゝやき』は後々まで彼女の生死に関する思想に影響を及ぼし、やがて死への願望を持つようになった。彼女の口癖は「私も十九の厄年で死ぬんだわ」というものだった。
1930年（昭和5年）5月、芳子は松竹楽劇部の5期生となり、舞台人としてのキャリアが始まった。面接で応募の動機に話が及んだとき、「お父さんが死んで、お母さん一人です。ですから、あたしの手でお母さんを養って孝行したいと思います」と答えている。このとき、楽劇部の試験官が東京市電の停留所から思いついた「高輪芳子」という芸名を与えている。美しい声の持ち主だった彼女はすぐに頭角を現し、「松竹楽劇部の歌を一人で背負って立っていたプリマドンナ」などと高い評価を受けた。ただし芳子は1人で物思いにふけることを好み、楽屋の奈落近くの薄暗がりにいることが多かったと伝わる。
松竹楽劇部での当たり役は1932年（昭和7年）5月に開かれた歌舞伎座での公演『ベラ・フランカ』での歌い手役で、当時のスター夢野里子の代役として舞台に立ち、レビューファンから好評を博した。しかし、松竹楽劇部は「松竹少女歌劇」と改称して方針を転換し、声楽専科を設けて声楽スターを養成することになった。このとき本格的な声楽教育を受けていなかった彼女は、将来に不安を覚えたといわれる。
芳子は病弱な上、家庭にも問題を抱えていた。彼女は実母のさだ子を「継母ではないか」と疑い、親しい人々に言いふらしていた。それは父覚吾と母の婚姻届が芳子の出生から3年経過した1918年（大正7年）3月10日に出されていたためであったという。その上さだ子は、芳子の婚約者である日本大学の医学生、井川四郎と不倫関係に陥っていた。
井川は、柏木の借家が女2人で不用心だからと置いた下宿人であった。彼は細面の美男子だったというが、内気で煮え切らない性格の持ち主だった。やがて井川は芳子と恋愛関係になった。芳子は1932年（昭和7年）の春、不注意からベンジンをこぼしたために両足の大腿部にやけどを負ってしまった。
芳子がやけどを負って大久保病院に担ぎ込まれる事態に陥ったとき、井川は母さだ子とともに献身的に看護に努めた。最初の1か月ほどは生死にかかわる容体であり、療養期間は4か月に及んだ。井川は、退院後の歩行もおぼつかない芳子を抱き上げて劇場の階段を上り下りしていた。
芳子は復帰を果たしたものの、療養によるブランクの影響は大きかった。彼女の不在中、ムーランルージュ新宿座から引き抜かれてきた小林千代子が芳子の代わりに人気を獲得していた。そんな彼女に追い打ちをかけたのは、母さだ子と井川の裏切りであった。井川は、芳子が死に赴く十数日前に母さだ子とともに出奔していた。芳子はこの顛末を楽屋で友人に打ち明け「あんな男は大嫌い！」と言って死の願望まで口走るほどであった。その後彼女は法政大学の学生岡倉祐のもとに走ったが、このとき母さだ子は半狂乱の体で彼女を連れ戻している。
芳子は同年9月末の舞台『バクダットの盗賊』での楽人を最後の舞台として松竹を去った。この公演中に彼女は2回倒れたことがあり、しかも血を吐きながらも歌い続けていたほどであった。その後まもなく浅草公園オペラ館のレビュー団「ヤバン・モカル」に加入して10月末までそこで舞台に立った。
芳子がムーランルージュ新宿座に加入したのは、同年10月31日のことである。ムーランルージュ新宿座は、1931年（昭和6年）12月に開館した新興の劇場であった。浅草から新宿に移った理由は、いまだ歩行が困難で劇場への往復にタクシーを使わざるを得ない彼女にとって、ムーランルージュ新宿座が柏木の自宅に近いことが好都合なためであった。さらにギャラについても、ムーランルージュ新宿座の方が多かった。
ムーランルージュ新宿座では『ペチカの歌』などを歌い、その美声でファンの人気を獲得した。しかし芳子は、ムーランルージュ新宿座の12月興行（12月6日）を最後に姿を消した。12月興行での『ペチカの歌』は、彼女の死後もその歌声が同輩たちの語り草になるほどの名演であったという。12月6日午後3時、芳子は化粧前（鏡台のこと）を綺麗に片づけ、愛唱していた音楽全集4冊を友人の永井智子に贈り「私、一週間休ませてもらうの」と言い残してムーランルージュ新宿座を後にした。

### 失踪と死
芳子の失踪が明らかになると、母さだ子は行方を捜し回った。そして芳子が「ちかごろ中村という文士と交際している」と言い残していた言葉を頼りにして、当時26歳の文筆家中村進治郎が住んでいる四谷番衆町（現在の新宿区新宿五丁目）の新宿園アパートにたどり着いた。しかし、アパートの管理人から中村は大阪に旅行中で不在だと聞いたため、このときは引き返している。
さだ子は改めて警察と憲兵隊に芳子の捜索願を出した。彼女の行方がわかったのは、12月12日になってからであった。その日の午前11時半ころ、芳子は中村とともに新宿園アパートの中村の居室で見つかった。旅行で不在だったはずの居室から不審な物音がするとの知らせを受けて、管理人が合鍵を使って入ってみたところ、ガス臭の中で昏倒している2人を見つけたという。2人はカルモチンやアダリンを服用したが死にきれず、さらにガスを死の手段に選んでいた。芳子は既に絶命していたが、中村は医師の手当てを受けてまもなく蘇生した。
部屋からはあて名書きを済ませた印刷済みの官製はがき40数枚が見つかった。その文面は「では行ってまいります さようなら 皆様ご機嫌よう」と三行書きにしたもので、あとは日付と2人の名前があった。はがきを印刷した印刷屋への聞き取りによれば、単なる旅行への挨拶状かと思っていたという。
芳子は母さだ子に宛てて遺書を残していた。「私は奇行を敢えてしますが、私の死は決して不幸ではありません…」とペンで走り書きした文面は判読しがたいほどに文字が乱れ、混濁した意識の中でかろうじて書き進めたことがうかがわれた。この遺書とは別に、ムーランルージュ新宿座で芳子が使っていた化粧前から走り書きが見つかった。松坂屋の包装紙にしたためられたその内容は「永らえば恥多し わが病（やまい）因るところ多く遠きを望まず目をとじて思う」というものであった。
芳子と中村が知り合ったのは、この事件が起きるわずか1か月前のことであった。中村は当時最先端を行く「モダン・ボーイ」をまさに体現した人物で、美貌に恵まれた上に軽妙なユーモアセンスと流行への該博な知識を持ち合わせていた。彼は雑誌「新青年」で1929年1月号から「わ゛にてぃ・ふえいあ」（Vanity Fair、のちに「ヴォガンヴォグ」（vogue en vogue）と改題）というファッションコーナーの連載を担当し、自らグラビアページにも登場していた。
中村の女性関係は華やかなものだった。松竹蒲田撮影所に日参しながら、夜には職場の同僚や日活スターの結城一郎などと一緒に銀座の街角でモダン・ガールに声をかける毎日であった。彼と浮名を流した女性の中には、水越邦子、龍田静枝、菊川園江などの女優も含まれていた。しかし、後に妻となる西田英子（ひでこ）を除いて、どの女性とも1年以上関係が続かなかった。
中村は英子と1930年（昭和5年）7月に結婚した。ただしこの結婚は不幸なもので、英子は中村との間に子をもうけたものの、その子は間もなく死んだ。さらに中村は軽いタッチの雑文やコラムを書くことに見切りをつけて純文学への転向を図ったものの、上手くいかずに断念せざるを得なかった。そして、中村は自分の収入のほとんどを遊興費に充て、英子にはわずかな生活費のみを渡すだけであった。しかも中村は寂しがり屋の上に独占欲の強い性格で、自分は外に女性関係を求めながらも英子には自由な外出さえ許していなかった。結局中村と英子は別れることになった。
英子と破局した後に、中村は友人と連れ立ってお茶を飲もうと入った高野フルーツパーラーで偶然芳子と出会った。このとき中村は、純文学への転向を目指して挫折してからの苦悩の日々を打ち明けたところ、芳子はその話に涙を流して同情した。そして彼女も、自らの芸術における悩みや複雑な家庭の事情を語ったという。
以後芳子と中村は親密の度を増していった。それはとりわけ劇場の友人たちにとって意外なものであった。芳子は普段「煙草の脂（やに）のような男とエスな男は、あたし大嫌い!」と公言していたし、永井智子によれば、それまでの彼女はむしろ中村を避けようとしていたように映っていた。
芳子との恋は中村にとって今までの恋愛遊戯やガールハントとは異なる「プラトニック・ラブ」で、実際両者に肉体関係はなかったという。この時期、彼は親しい友人の1人に「僕は生まれてはじめて、恋らしい恋をした」と打ち明けている。中村の親友、国木田虎雄の談話によれば「中村君は芳子さんと二人きりで逢うと、どうも死へ誘惑されそうな気がして危険だと云うので、二人で逢う時にはかならず友人を中に入れて逢ったような訳で（後略）」という状況であった。
事件の現場となった新宿園アパートで、変わり果てた芳子の遺骸と相対した母さだ子は激しく泣き続けた。この事件が明るみに出た後、芳子を死に追いやった「冷酷な継母」と非難されたさだ子は、必死にその説を打ち消しつづけた。検死を済ませた芳子の遺骸は、当日夜8時ころに自宅に引き取られた。
翌日の新聞朝刊は、この心中事件を一斉に報じた。「都新聞」の12月13日紙面では「随筆家中村進治郎氏 歌手高輪芳子と心中 女は絶命、男は助かる」の見出しで報道し、松竹少女歌劇で彼女とともに舞台に立っていた水の江瀧子の次のような談話を載せた。
昭和初期の世相においては、同年5月に発生した坂田山心中事件の例のように、情死にはロマンティックな意味合いがあった。芳子と中村の事件も、坂田山心中事件と同様にセンセーショナルな扱いを受けていた。2人の顛末に同情的な新聞の論調をよそに、四谷署の刑事たちは事件発覚直後から中村に疑いの目を向けていた。四谷署の動きに早い段階で注目したのが、朝日新聞と日日新聞（現在の毎日新聞）であった。
四谷署が中村を疑った理由は、おおよそ次のようなものであった。
- コラムを連載していた「朝日」や「文芸俱楽部」の廃刊などで中村の経済状態が悪化していたといっても、彼自身に自殺する必然性が見当たらない。
- 官製はがき50枚に印刷した「遺書」はあて名が書かれながらも大部分は未投函であった。別の遺書に「最初の発見者が出してくれ」と書かれていたのは死への決意が弱かったのではないか。
- 自供によれば、ガス栓を開いたのは前夜10時ごろだったというが、発見されたのは翌日午前11時半ごろであった。自供が正しいならば、6畳の寝室でガスを13時間以上放出しながら生存するのは極めて困難。
- 発見・救出後すぐに元気を取り戻しただけではなく、果物・タバコ・菓子等を求めて友人と会話していた。このような状態は、ガス中毒の症状にはありえない。
- 中村自身もアダリンを常用していたが、数日前に同じくアダリン常用者の徳川夢声に致死量を聞いていた。これはむしろ安全な服用量を確かめる意図があったのではないか。
- 仕事上のスランプに加えて経済的にも困窮していたことから、東郷青児が情死未遂で人気を高めたのを模倣して、狂言自殺でジャーナリズムの報道の利用を企図した可能性が高い。[15][18][21]

中村の容体が回復するのを待って、四谷署は事件の翌日に「自殺幇助罪」の容疑で彼を拘留した。四谷署から刑事2名が訪れた際、中村のそばでは城昌幸、吉行エイスケ、村山有一などの友人が彼の様子を見守っていた。意識を回復した中村は「早く新聞が見たい」と要望し、友人たちが買ってきた新聞各紙を読んでいた。四谷署の刑事はそんな彼の様子を見て「女は新聞なぞ見ておらんぞ。地獄に新聞はないからな」と一喝したという。
中村は取り調べが済めばすぐに解放されると思っていたようで、バンド付きオーバーコートというモボスタイルのいでたちで署内に入っていった。しかし、取り調べ後の中村はそのまま留置場に入れられてしまった。
捜査が進むにつれて生き残った中村への風当たりが強くなっていくのに反比例して、死せる芳子のみに同情が集まることになった。新聞も連日中村への疑惑を報道した。一例として、東京日日新聞は12月22日付朝刊にて「売文の材料ほしさに危い狂言を描く」との見出しを掲げ、「（中村は）モダン派雑文業として月収三百円に上ったこともあったが、最近人気が落ちて月収七十円にもならず、何とかしてこの局面を打開しはなやかな過去の夢を再現しようとムーラン・ルージュの歌姫芳子と心中を企てて自分だけが生き残り、その心中物語りを原稿にしようという考えを起こしたことが判明した（後略）」という記事を掲載した。

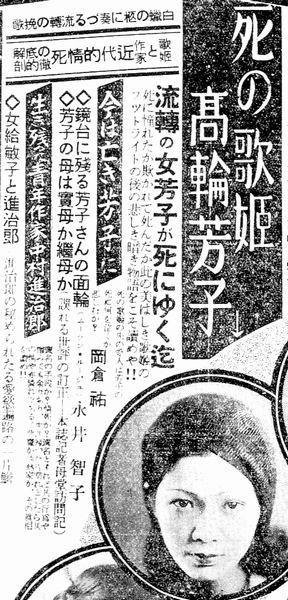
大阪毎日新聞 1933年1月8日号

結局中村は、嘱託殺人罪で起訴された。拘置は8か月に及び、取り調べは長引いた。新聞は報道のたびに「ムーランルージュ歌手・高輪芳子」と書き立て、それまでは無名に近かったムーランルージュ新宿座の宣伝につながるという思わぬ副産物までもたらすこととなった。判決は懲役2年執行猶予3年であったが、拘置によるブランクのために中村は「新青年」などでの雑誌連載の仕事を失った。
事件からおよそ1年後、中村は「高輪芳子へ」という手記を「モダン日本」1933年11月号に発表した。
『新青年をめぐる作家たち』の著者、山下武は中村の手記について「これは重要な証言だ」として「中村進治郎は単なる同情から情死を企てたのではなかった。少々大袈裟に言えば、昔（いにしえ）の騎士のごとく、恋愛道の大義に殉じたのである」と評した。ただし山下は「甘美な死」によって完結するはずだった2人の恋愛が、心中の失敗によってシナリオが狂ってしまったため、遺された中村はかえって死ぬことができなくなったことを指摘している。
釈放後に中村は芳子との一件を芝居化して、「新宿スウベニア」という題名でムーランルージュ新宿座の出し物にした。中村のこの所業は、世間から白眼視されたという。このとき、芳子の役を演じたのは南部雪枝というダンサーであった。中村は彼女と1933年（昭和8年）11月から同棲を始めたものの、昼間から芳子の亡霊に悩まされた挙句に酒と薬浸りになった彼に雪枝が愛想をつかしたため、3か月のみの関係に終わった。
1934年（昭和9年）11月15日、中村は中野のアパートで死去した。原稿用紙に乱れた字で「眠れないので、少し薬を飲みすぎた。死ぬかもしれぬ、よろしく」と書かれていたが、警察は生活費に困っての自殺と断定している。
中村は生前、芳子との顛末を『歌姫』という小説として書き上げていた。この小説は中村の死の翌年、遺稿として「週刊朝日」に掲載された。2021年（令和3年）に神奈川近代文学館が開催した特別展「永遠に『新青年』なるもの」では、『歌姫』の原稿も展示された。

## 水守三郎による異説
脚本家の水守三郎（本名:水盛源一郎）（1905年〈明治38年〉 - 1973年〈昭和48年〉）は、事件当時ムーランルージュ新宿座で文芸部員を務めていた。水守は『人物往来』 昭和31年3月号掲載の「モダン作家と歌姫の心中」という記事で以下のように証言している。
ムーランルージュ新宿座に加入する前、松竹楽劇部に在籍していた時期の芳子は、その「ちょっと頽廃的な魅力」で少女たちよりむしろ男性のファンが多く、楽屋口で出待ちをする若い男たちもいた。芳子と中村は当時からの知り合いで、やがて2人は急速に親密な仲となった。そして2人がどこかのホテルに連れ立って泊まったという噂が松竹楽劇部重役の耳に入ったため、芳子は楽劇部を辞めざるを得なくなった。別の説ではその重役が芳子に気があって口説いたものの、失敗したところに中村との噂を聞きつけ、その腹いせと嫉妬で彼女を追放したともいう。
ムーランルージュ新宿座に芳子を紹介したのは、喜劇役者の石田守衛であった。劇場主の佐々木千里はかねてから芳子の評判を聞いていて、その容姿を含めて高い評価を与えて彼女を採用した。当時のムーランルージュ新宿座は10日替わりの公演を組んでいて、芳子の人気は公演ごとに上昇していった。劇場の文芸部では、やがて芝居も勉強させて、彼女をムーランルージュ新宿座ならではの花形スターに成長させようと期待を寄せていた。その矢先に情死事件が発生した。
水守は芳子の人柄について「純情型の心やさしい女」と評し、好意を寄せていた。彼の推測によれば、芳子が死を選んだ原因は、病気のために咽喉を痛めて歌手生命の喪失を懸念したことと、「病的な美しさ」の自らの舞台姿は今が最上で、やがて病み衰えて見る影もなくなるであろうという苦悩から来たものであった。さらに生来のメランコリックな性格が、彼女を死の道に赴かせたというが、水守自身が「自殺者自身よりほかにその真因を知ることは不可能なのだ」と綴っている。
そして中村について水守は「むしろ芳子にひきずられたのである」と評した。事件の数日前、水守は芳子が若い男と何やら語り合っているのを見かけた。思いつめた様子の2人の表情に水守は異様な印象を受けたが、その若い男こそ中村であった。芳子の死に対する熱い想いに引きずられて、中村はその道連れとなった。しかし芳子のみが死に、中村は生き残った。
中村のその後について水守は「世に心中の片割れくらい憐れなものはない」と評した。水守はその後も何度か、新宿の街をさまよい歩く中村を見かけた。かつての流行批評家の面影はなく、薄汚れた紺絣の着流し姿で、表情はうつろなものであったという。

## 人物
夭折の少女詩人清水澄子の詩に魅せられていた芳子は、自身も詩作を試みていた。山下武は彼女の作品に「ペシミズムの暗い影」が一貫して見られることを指摘した。彼女の病については、死後の剖検によって結核とは全く関係がなかったことが判明している。生涯の節で既に述べたとおり、芳子は父覚吾が42歳という厄年で死去したことを意識して「私も十九の厄年で死ぬんだわ」と言い続けていた（実際には19歳まであと1か月余りで死去）。歌手には禁忌の酒やたばこも彼女は何ら意に介さず、行きつけのバーで酒をあおり、ムーランルージュ新宿座のヴォーカリスト・ルームには愛用のたばこ「ヴァージニア」の煙が立ち込めていた。
芳子はマレーネ・ディートリッヒの大ファンで、楽屋の壁に多数のブロマイドを貼っていた。前年に封切られた映画『モロッコ』に主演したディートリッヒは日本でも人気を得て、レビュー・ガールたちの憧れの的ともなった。芳子もその1人で、自身のプロフィールがディートリッヒのそれと似通っているのが自慢であった。
友人の永井智子によると、芳子は感情の起伏が大きい性格で、突然ハイソプラノで『椿姫』のアリアの一節をヒステリカルに歌うかと思えば、一転して涙を流すという具合であり、舞台にもそれがよく表れていた。「あたしは歌を唄うたびにこれが最後の舞台と思うので、いつも興奮して唄うのよ」と智子に語ったこともあった。
サトウハチローは、芳子のデビュー当時からその才能に注目していた。彼は「レビュー楽屋話し」という文章で芳子のことを次のように書いている。この文章は芳子の死後、「婦人世界」1933年1月号に掲載された。